# Waterstoniella malayana
Waterstoniella malayana är en stekelart som beskrevs av Wiebes 1982. Waterstoniella malayana ingår i släktet Waterstoniella och familjen fikonsteklar. Inga underarter finns listade i Catalogue of Life.